# Стеценко Софія Сергіївна
Софія Сергіївна Стеценко (нар. 1 квітня 2003, Київ) — українська актриса кіно і дубляжу.

## Біографія
Юна українська актриса Софія Стеценко прославилася ще в шестирічному віці, зігравши онучку Женю в телесеріалі «Свати». Пізніше в неї була головна роль в ситкомі «Ластівчине гніздо» і цікаві образи в картинах «Ради кохання я все зможу», «Шукаю жінку з дитиною» і «Під прицілом кохання».
Біографія Софії Стеценко бере початок в 2003 році. Не дивлячись на те, що дівчинка народилась в День сміху і має веселий і життєрадісний характер, батьки дитини — Світлана і Сергій — говорять: донька з ранніх літ серйозно поставилась до мрії стати актрисою. Важливо виділити те, що до Софії в сім'ї ніхто до кінематографу, як і до будь-якого іншого мистецтва, стосунку не мав, якщо не враховувати, що одна з бабусь співала в любительському хорі. Старший брат, якого, як і батька, звати Сергій, пішов в акторську професію тільки після неймовірного успіху сестри, хоча мама мріяла бачити сина на дипломатичній посаді.
У п'ять років Стеценко стала навчатися в київській дитячій студії при театрі «Fantasy New» під керівництвом Тетяни Погребняк і через декілька місяців отримала роль маленької піраточки в спектаклі «Пітер Пен». Потім у неї були головні ролі в постановках «Синя птиця», де вона зіграла Метелицю, і «Маленький принц», в якій дівчинка була інопланетним принцом, що прибув на Землю.
Ще Софія перевдягалася в Пеппі Довгупанчоху, але не в театральній п'єсі, а в дитячому конкурсі естрадного мистецтва «Леді і джентльмени». Там Софія Стеценко одержала перше місце, отримала гран-прі і зуміла звернути на себе увагу дівчини-агента, яка підшукувала юних акторів для участі в серіалі «Свати». Продюсував цей проект художній керівник студії «Квартал 95» Володимир Зеленський.

## Ролі в кіно
- 2009 — Чудо — дівчина з робокопом
- 2009 — Свати 3 — онучка Женя
- 2010 — Свати 4 — онучка Женя
- 2011 — Новорічні свати — онучка Женя
- 2011 — Ластівчине гніздо — Маша
- 2011 — Арифметика підлості — героїня в дитинстві
- 2011 — Чемпіони з підворіття — Оксана
- 2012 — Під прицілом кохання— Настя Соловйова
- 2012 — Політ метелика — Галя донька Світлани
- 2012 — Сонцеворот — Даша донька Михайла
- 2012 — Я поруч — Ліда (12 років)
- 2012 — Свати біля плити — онучка Женя
- 2014 — Шукаю дружину з дитиною (міні-серіал) — Світлана, донька головного героя
- 2015 — Заради кохання я все зможу — Яна в дитинстві